# فيشنيفي
فيشنيفي (Вишневе) هي مدينة في مقاطعة كييف في أوكرانيا.
يبلغ عدد سكانها حوالي 50,465 نسمة.

## معرض صور

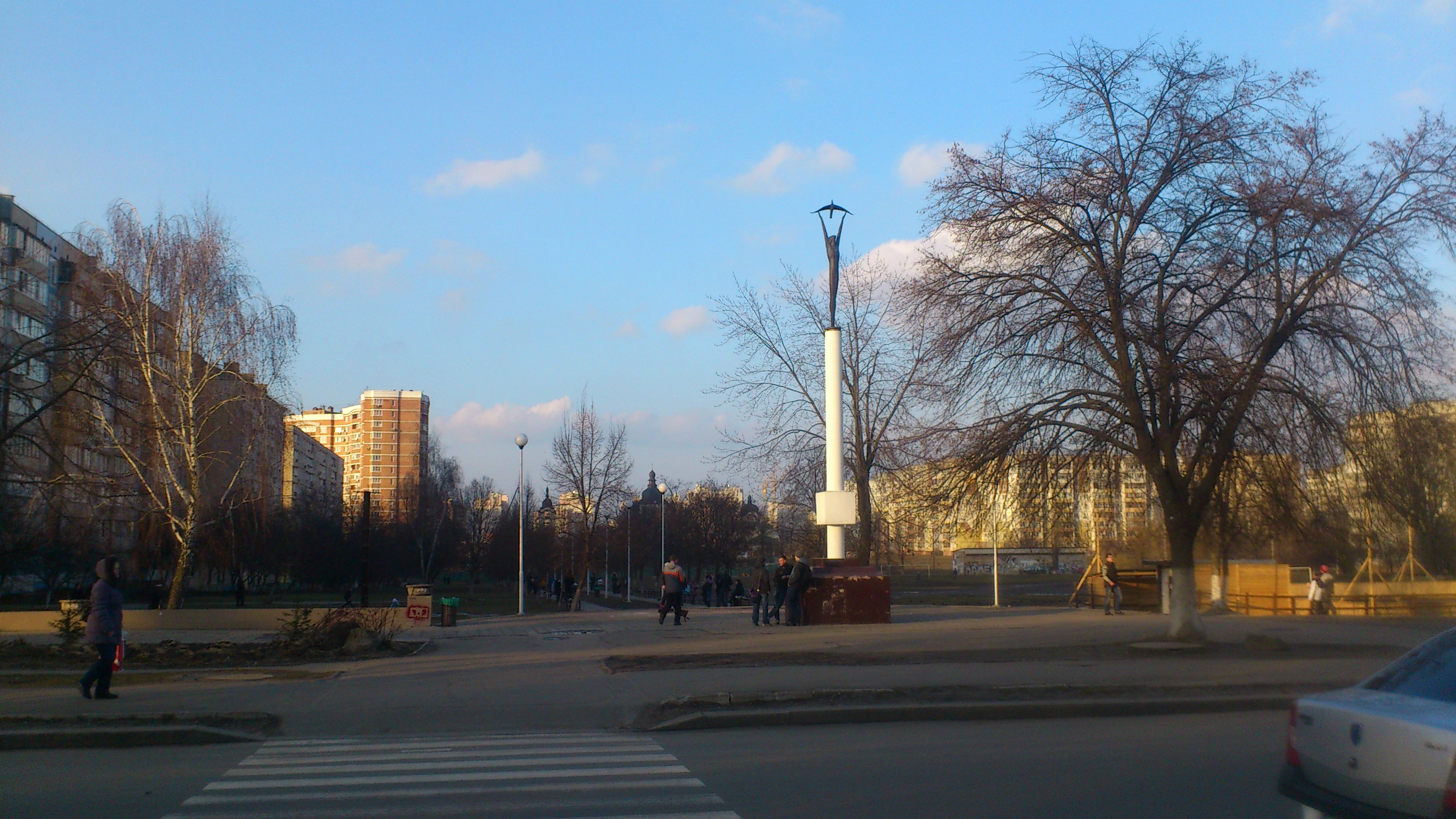
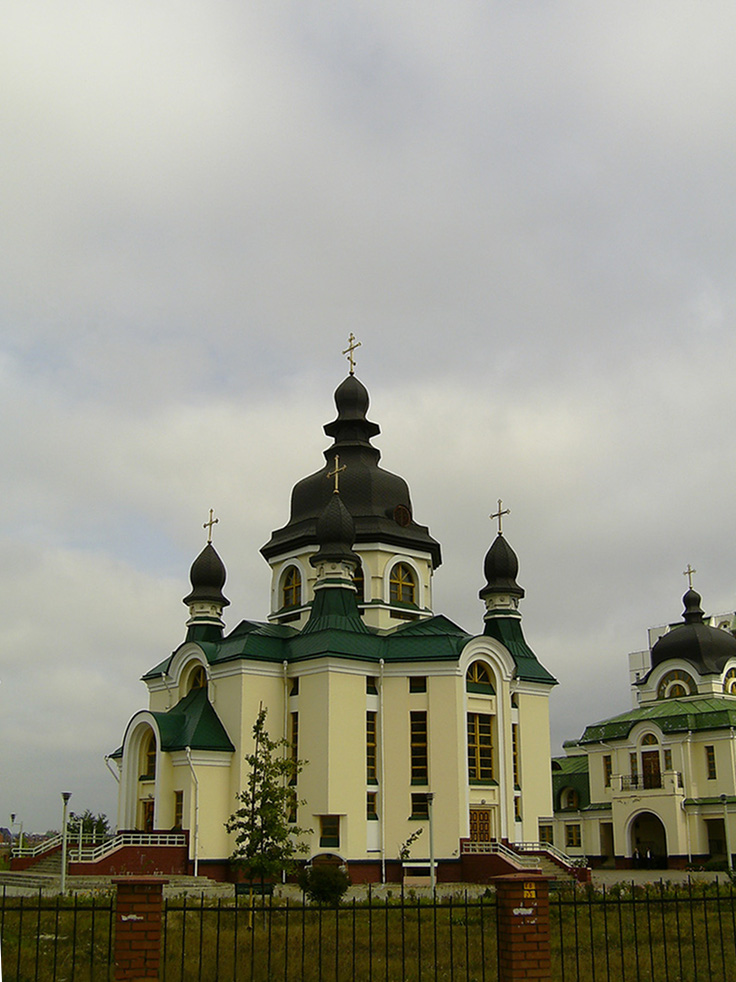
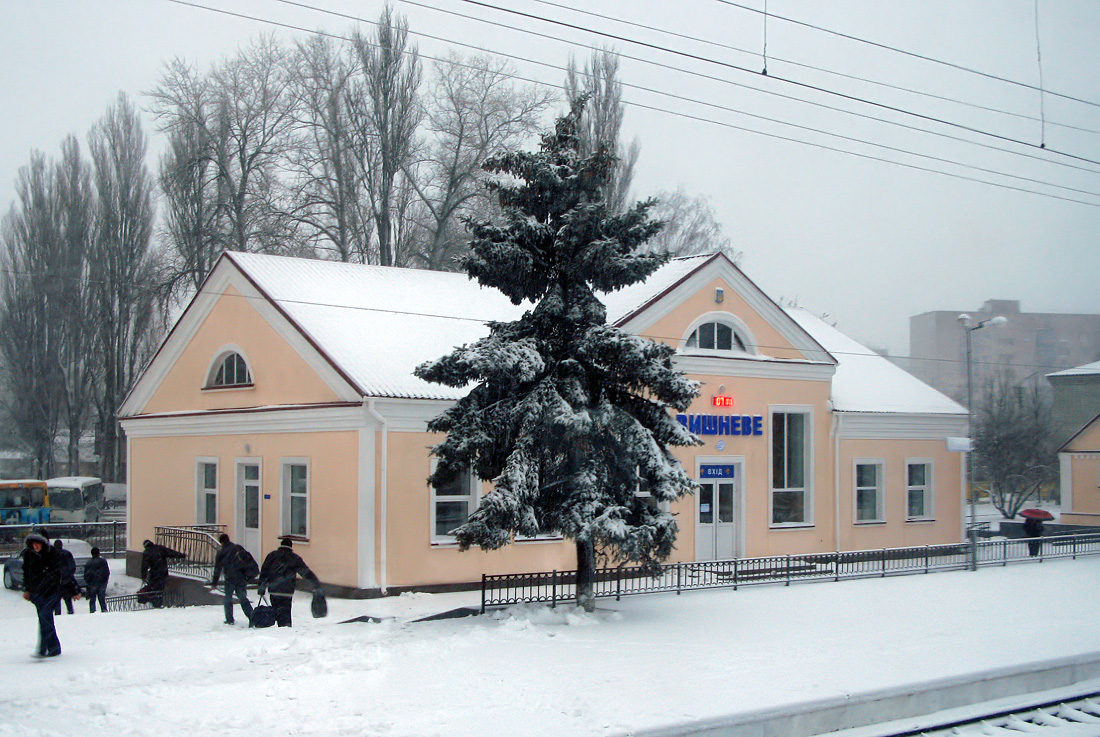